# ラウル・マルドナード
ラウル・マルドナード（Raul Maldonado 、1975年3月11日 - ）はアルゼンチン出身の元プロサッカー選手。

## 来歴
2000年、横浜F・マリノスに期限付き移籍で加入し、4試合無得点。2000年6月8日、契約満了が発表された。

## 所属クラブ
- 1995年 - 2002年  インスティトゥートACコルドバ
  - 1996年 - 1997年  セントロ・フベントゥード・アントニアーナ（期限付き移籍）
  - 2000年  横浜F・マリノス（期限付き移籍）
  - 2001年 - 2002年  CAベルグラーノ（期限付き移籍）
- 2003年  CAティロ・フェデラル
- 2003年  CSDデフェンサ・イ・フスティシア
- 2004年  クルブ・ブルーミング
- 2004年  CAセンテナリオ
- 2005年  アルヘンティーノ・デ・ロサリオ
- 2005年  CSインデペンディエンテ・リバダビア
- 2006年  レアル・アロヨ・セコ
- 2007年  CAフベントゥド・ウニダ・ウニベルシタリオ
- 2007年  クルブ・ヒムナシア・イ・エスグリマ・デ・コンセプシオン・デル・ウルグアイ
- 2008年 - 2009年  CAアルムニ
- 2009年 - 2010年  CSDテクスティル・マンディユー
- 2010年 - 2011年  CAカルロス・ペジェグリーニ

## 個人成績
| 国内大会個人成績 | 国内大会個人成績 | 国内大会個人成績 | 国内大会個人成績 | 国内大会個人成績 | 国内大会個人成績 | 国内大会個人成績 | 国内大会個人成績 | 国内大会個人成績 | 国内大会個人成績 | 国内大会個人成績 | 国内大会個人成績 |
| 年度             | クラブ           | 背番号           | リーグ           | リーグ戦         | リーグ戦         | リーグ杯         | リーグ杯         | オープン杯       | オープン杯       | 期間通算         | 期間通算         |
| 年度             | クラブ           | 背番号           | リーグ           | 出場             | 得点             | 出場             | 得点             | 出場             | 得点             | 出場             | 得点             |
| 日本             | 日本             | 日本             | 日本             | リーグ戦         | リーグ戦         | リーグ杯         | リーグ杯         | 天皇杯           | 天皇杯           | 期間通算         | 期間通算         |
| ---------------- | ---------------- | ---------------- | ---------------- | ---------------- | ---------------- | ---------------- | ---------------- | ---------------- | ---------------- | ---------------- | ---------------- |
| 2000             | 横浜FM           | 12               | J1               | 4                | 0                | 1                | 0                |                  |                  |                  |                  |
| 通算             | 日本             | 日本             | J1               | 4                | 0                | 1                | 0                |                  |                  |                  |                  |
| 総通算           | 総通算           | 総通算           | 総通算           | 4                | 0                | 1                | 0                |                  |                  |                  |                  |